# Los Reyes kommun, Veracruz
Los Reyes är en kommun i Mexiko.   Den ligger i delstaten Veracruz, i den sydöstra delen av landet, 240 km öster om huvudstaden Mexico City.
Följande samhällen finns i Los Reyes:
- Ahuatepec
- Cubanicuilco
- Cihuateo
- Cuacaballo
- Zoquiapan
- Totolinga
- Ocotepec
- Iczotitla
- Cruz Verde
- Totolatempa
- Tlaxamanilco